# Église Saint-Paul de Tartu
 (juin 2023).
L'église Saint-Paul (estonien : Tartu Pauluse kirik) est une église luthérienne située à Tartu en Estonie.

## Historique
L'édifice est dû à Eliel Saarinen qui en débute la conception en 1911 alors qu'il se convertit à l'art nouveau.
Les plans sont terminés en 1913.
En 1917, la construction est terminée et l'église est inaugurée.
La décoration intérieure est terminée en 1919.
Durant la seconde Guerre mondiale en 1944 l'église est fortement endommagée par un incendie dû à un bombardement.
Les autorités de l'occupant soviétique installent dans le bâtiment, entre-autres, un musée du sport, les archives du musée national estonien et un marché aux puces.
Elle est réparée et inaugurée à nouveau en 1966.
En 2006, le projet de Kari Järvinen, Merja Nieminen et Markku Norsi emporte le concours d'architecte de la réparation de l'église.

## Description

### Extérieur
L'architecture de l'édifice rappelle celles des mairies de Lahti et de Joensuu

### Intérieur
L'autel est sculpté par Pertti Kukkonen et le retable par Kuutti Lavonen.

## Galerie d'images

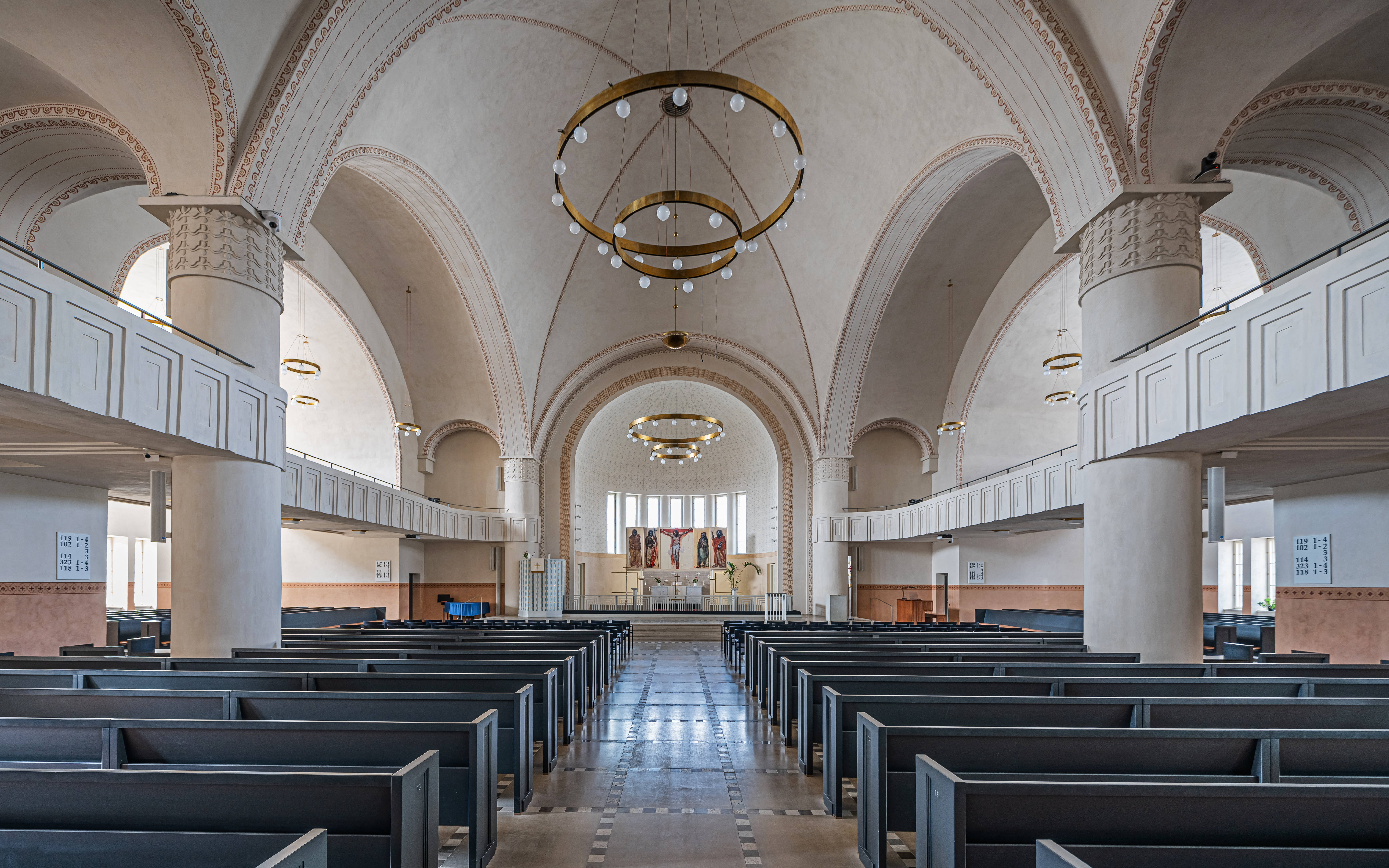
L'intérieur
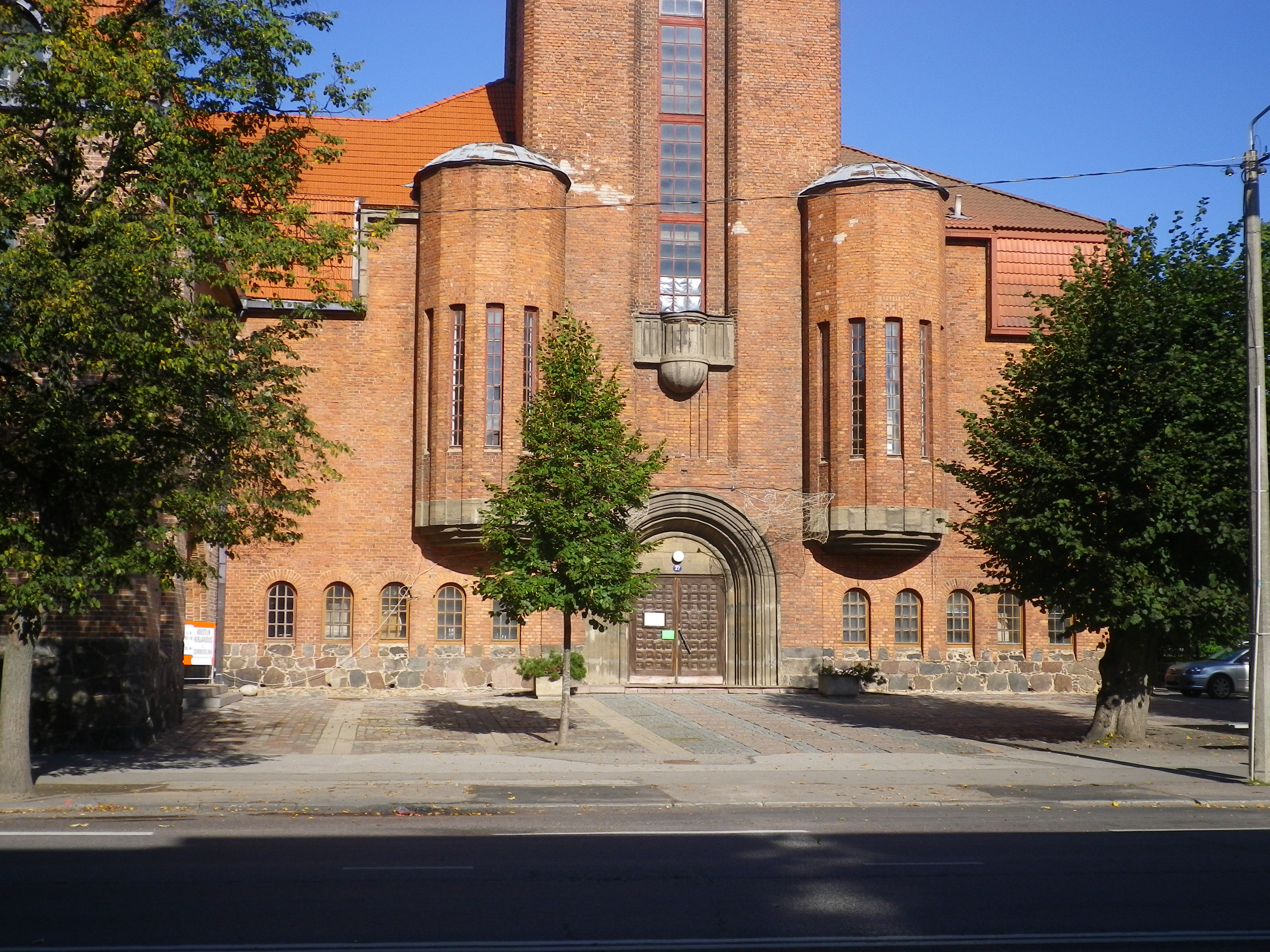
Église Saint-Paul (2011)
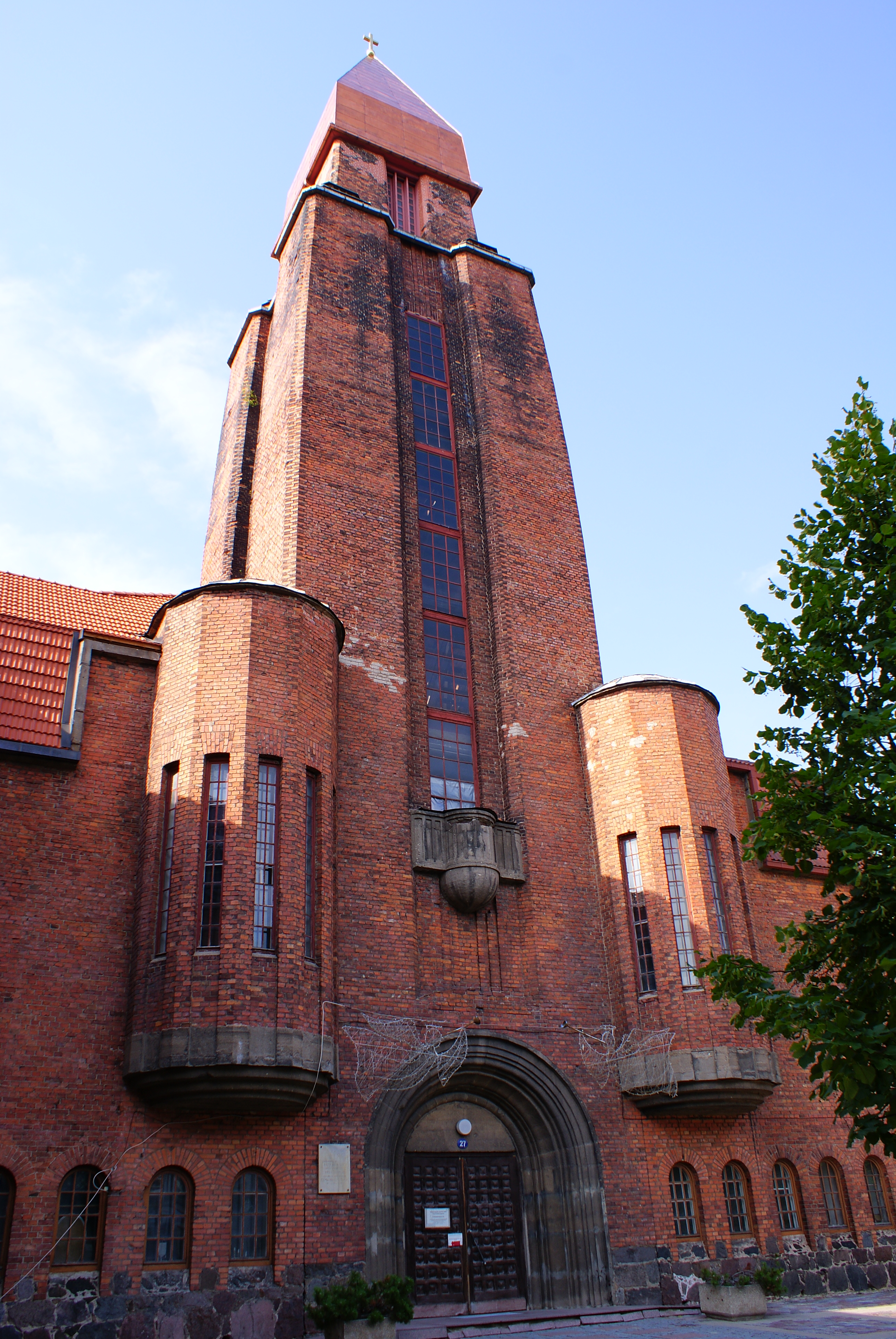
Église Saint-Paul (2011)
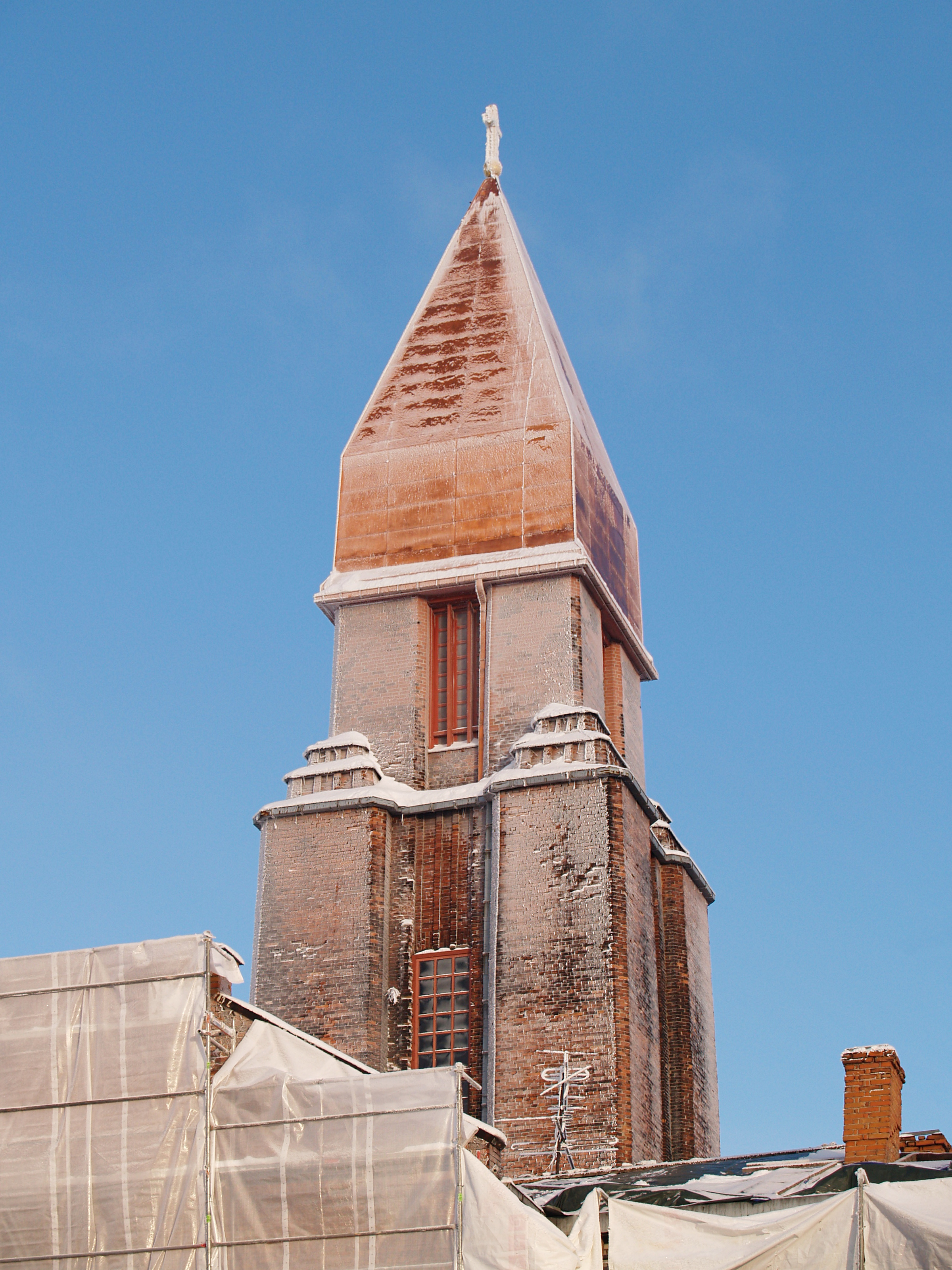
Église Saint-Paul (2010)

### Sources à exploiter
- (et) « 7034 Tartu Pauluse kirik », Registre national des monuments culturels d'Estonie (consulté le 20 octobre 2016)
- (fi) « Saarisen suunnitteleman kirkon restaurointi valmistui Tartossa », Helsingin Sanomat, 15 septembre 2015 (consulté le 20 octobre 2016)